# Philip Showalter Hench

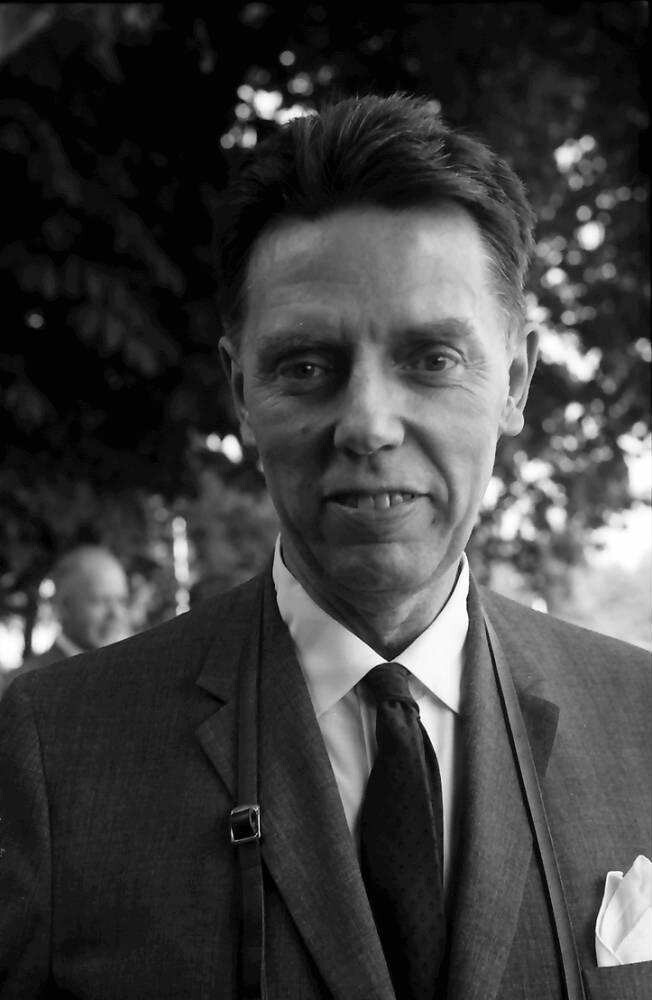
Philip Showalter Hench (1960)

Philip Showalter Hench (* 28. Februar 1896 in Pittsburgh, Pennsylvania; † 30. März 1965 in Ocho Rios, Jamaika) war ein US-amerikanischer Arzt, Rheumatologe und Nobelpreisträger.
Hench studierte Medizin im Eaton Township/Wyoming County (Pennsylvania) und wurde 1920 an der University of Pittsburgh promoviert.
Nach Assistenzarztstellen in Minnesota und später Rochester leitete er ab 1926 die dortige Rheumaklinik. Von 1928 bis 1930 absolvierte Hench Studienaufenthalte in München und Freiburg. Als Professor an der Mayo-Klinik in Rochester untersuchte er vorwiegend arthritische Erkrankungen und wies darauf hin, dass die Krankheitsbilder von Patienten extrem uneinheitlich waren.
Ab 1935 isolierten seine Freunde Kendall und Reichstein das Cortison („Compound E“) aus der Nebenniere, das Hench 1948 erstmals einer Patientin mit schwerem Rheuma injizierte, die daraufhin schmerzfrei war. Hench beobachtete 1937 auch eine Besserung rheumatischer Erkrankungen bei Schwangerschaft und Gelbsucht.
„Für ihre Entdeckungen bei den Hormonen der Nebennierenrinde, ihrer Struktur und ihrer biologischen Wirkungen“ erhielt er 1950 zusammen mit Edward Calvin Kendall und Tadeus Reichstein den Nobelpreis für Medizin. 1949 war Hench mit dem Albert Lasker Award for Clinical Medical Research ausgezeichnet worden. 1951 wurde er in die American Academy of Arts and Sciences gewählt.
Hench war Gründungspräsident der American Rheumatism Association.

## Schriften (Auswahl)
- mit Otto Ludwig Bettmann: A Pictorial History of Medicine. Springfield 1956.
- Cortison, Hydrocortison und Corticotropin in der Behandlung der primär-chronischen Polyarthritis. Geigy, Basel 1954 (= Documenta Rheumatologica. Band 5).